# DJ Qmak
DJ Qmak, właściwie Kamil Rosół (ur. 9 października 1986 w Opolu) – polski DJ związany z muzyką hip-hop. Wieloletni mieszkaniec Wałbrzycha, obecnie mieszkaniec Wrocławia. Swoją przygodę z gramofonami zaczął w 2002 roku.

## Działalność sceniczna
Niegdyś uczestnik wielu bitew turntablistycznych, finalista Mistrzostw Polski ITF Poland 2005. Zdobywca trzeciego miejsca na DJSHOP Battle 2006. Twórca skreczy i cutów na wielu rodzimych albumach hip-hopowych zarówno legalnych, jak i podziemnych m.in. Trzeci Wymiar – „Złodzieje Czasu”, „Dolina Klaunoow”, „Odmienny Stan Świadomości”, Szad – „21 gramów”, „I Niech Szukają Mnie Kule”, W.E.N.A. – „Niepamięć” Nullo “SPG dystrykt”, Pork “Psychoterapy”, B.O.K – „Ballady, Hymny, Hity”Ballady, hymny, hity, Wrooclyn Dodgers „Wrooclyn Dodgers”, Tusz na Rękach/Voskovy „Get Fejm Or Die Tryin”, Tusz Na Rękach – „Reminiscencje”, „Uwolnić Umysł”, Raca/Donde „Konsument Ludzkich Sumień”, Massey „Nowa jakość”, WhiteHouse Records „Kodex V: 5 Elements (Deluxe Edition)” (Hustla Music, 2014) i wielu innych.
Twórca scratchy w najdłuższym wrocławskim klipie hip-hopowym stanowiącym swoisty przegląd lokalnej sceny rapowej – WhiteHouse Records x 71 – Posse Cut

## Dyskografia

### Mixtape’y
- Dla Qmatych Blendtape Vol. 1 (2013, Step Records)[18]

### Scratch’e/cuty
- W.E.N.A. – "Niepamięć"[19],
- W.E.N.A. - "Montana Max"[20],
- Nullizmatyk - "Zabójca Królowej" (Dystrykt Records, 2022)[21],
- Major SPZ - "Na Swoim" (Step Records, 2020)
- Trzeci Wymiar „Złodzieje Czasu” (Labirynt Records/Fonografika, 2009)[2],
- Trzeci Wymiar „Dolina Klaunoow” (Labirynt Records/Fonografika, 2012)[3],
- Trzeci Wymiar „Odmienny Stan Świadomości” (Labirynt Records/Fonografika, 2015)[4],
- Pork “Psychoterapy” (Labirynt Records/Fonografika, 2013)[8],
- Nullo “SPG Dystrykt” (Labirynt Records/Fonografika, 2012)[7] Nullo,
- Szad „21 gramów” (Labirynt Records/Fonografika, 2011)[5],
- Szad „I Niech Szukają Mnie Kule” (Labirynt Records/Fonografika, 2013)[6],
- Szad, Szur "Człowiek Duch" (Labirynt Wear)[22]
- WhiteHouse Records „Kodex V: 5 Elements” (Hustla Music, 2014)[16],
- Tusz na Rękach/Voskovy „Get Fejm Or Die Tryin” (Gruby Kot Records, 2010)[11],
- Tusz Na Rękach „Reminiscencje” (Gruby Kot Records, 2011)[12],
- Tusz Na Rękach „Uwolnić Umysł” (Gruby Kot Records, 2011)[13],
- Raca/Donde „Konsument Ludzkich Sumień” (Embryo, 2012)[14],
- Aruzo / MŁD – "Aruzo / MŁD" (Teczaszkiniesąnasze, 2016)[23],
- Aruzo – Aruzo (Teczaszkiniesąnasze, 2022)[24]
- Graf Cratedigger - "Between" (Queen Size Records, 2019)[25],
- C.H.T „Przeddzień” (Not On Label, 2015)[26],
- Massey „Nowa jakość” (Rap-in records, 2015)[15],
- Nitro Beatz – „Kalejdoskop” (Vibe2NES, 2015)[27],
- Boguś Mahboob „I Live For The Funk” (Vibe2NES, 2014)[28],
- Big Up Crew „Detox” (ComeOut Label, 2014)[29],
- Wirus „60 kilo wersów” (2014, V6 Label)[30],
- Hauas „Wolna Ręka” (2014),
- Dżejpa „Horyzont Spod Daszka” (2013)[31],
- Łozo Aka Pitahaya „Między Ziemią A Niebem” (Dwaem Music,2013)[32],
- Hemo & Opiat „Mixtury EP” (2013)[33],
- Wrooclyn Dodgers „Wrooclyn Dodgers” (Fonografika, 2011)[10],
- Kukus „Prosto znad czeskiej granicy” (2011),
- Brama 88 „Dalej Bez Zmian” (2010)[34],
- Emrat / Expe „Życie Rapera Vol. 1" (StayTrue, 2010)[35],
- Łozo aka Pitahaya „Z Lotu Ptaka” (2009)[36],
- Elabs Crew „Zarys” (2009)[37],
- Kedyf „Nie Mogę Narzekać” (2009)[38],
- Milmnóstwo „Uwolnij Chomika” (16wersów, 2008)[39],
- Rezpektz Feat. Emrat „120 Uderzeń Na Minutę” (2008)[40],
- B.O.K – „Ballady, Hymny, Hity” (2008)[9]Ballady, hymny, hity,
- Big Up Crew „Więcej Luzu” (2006)[41],
- Łozo aka Pitahaya „Back In The Days Mixtape” (2006)[42]